# Robin Clarke (squash)
Pour les articles homonymes, voir Clarke.
Robin Clarke, né le 25 mars 1986 à Ottawa, est un joueur professionnel de squash représentant le Canada. Il atteint le 68e rang mondial en décembre 2009, son meilleur classement.

## Biographie
Il fait partie de l'équipe nationale qui s'incline en finale des Jeux panaméricains de 2007.